# محرك مائي

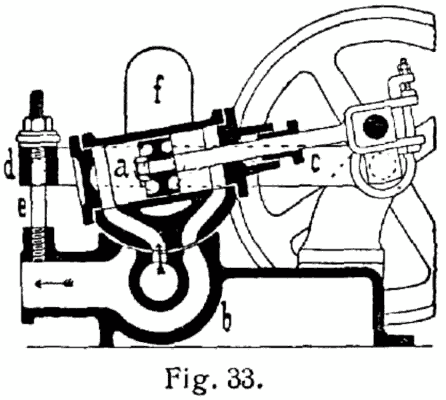
قطاع عرضي من موسوعة Lexikon der gesamten Technik (1904)

إن المحرك المائي هو محرك إزاحة إيجابية، يشبه غالبًا المحرك البخاري إلى حد كبير جدًا، فيتشابهان من حيث المكابس والصمامات التي تعمل بضغط الماء. ويتم تزويد المحرك بالماء من خلال نبع طبيعي للماء أو أنابيب المياه الرئيسية أو مصدر الماء عالي الضغط المتخصص مثل ذلك المصدر الذي توفره شركة لندن للطاقة الهيدروليكية. وكانت أنابيب المياه الرئيسية في القرن التاسع عشر تعمل عند ضغط 30 إلى 40 باوند لكل بوصة مربعة، في حين أن شركات الطاقة الهيدروليكية تورد ماءً أعلى ضغطًا يصل حتى 800 باوند لكل بوصة مربعة.
يشيع استخدام مصطلح المحرك المائي ((بالألمانية: Wassermotor)) بصورة أكبر على العنفات من النوع تربينة بلتون (Pelton) التي تعمل باستخدام صنبور المياه الرئيسية، وتستخدم بصورة أساسية في الأعمال الخفيفة مثل ماكينات الحياكة.

## الوصف
نظرًا لأن الماء مائع لا ينضغط، فإن تروس صمام الترس في المحركات المائية يكون أكثر تعقيدًا من المُستخدم في المحركات البخارية، كما يوجد في بعض المحركات المائية محرك ثانوي صغير يستخدم في تشغيل الصمامات فقط. وقد يؤدي غلق الصمام سريعًا جدًا إلى توليد ضغط هائل، ومن ثم تنفجر الأنابيب (مشابه لظاهرة الطرق المائي), لذا تستخدم الكثير من المحركات الهوائية - إلى جانب الصمامات المصممة بحيث تنغلق ببطء - الحجرات الهوائية لتكون مصدرًا لامتصاص الطاقة الناتجة عن ضغط الهواء داخلها.

## معلومات تاريخية
لا توجد معلومات مؤكدة عن زمن اختراع المحركات المائية أو مكان اختراعها، ولكن يمكن القول أنها استخدمت لأول مرة في المناجم في وسط ألمانيا; لكن الأمر المؤكد أن روبرت فلود (Robert Fludd) قد قدم وصفًا لهذا الجهاز بعدما زار ألمانيا تقريبًا عام 1600.

## التطبيقات

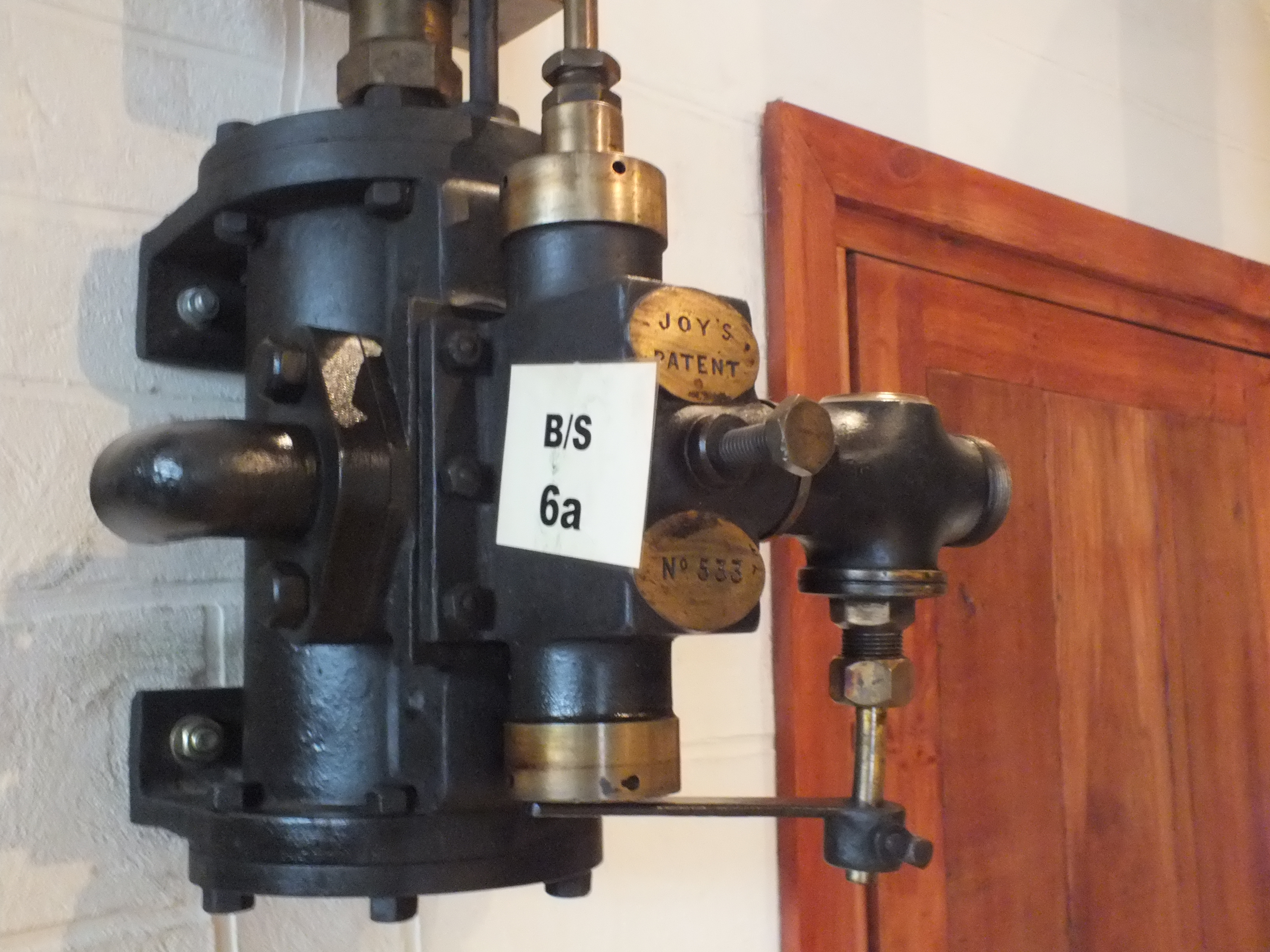
محرك مياه جوي للاورغن - انسون 6108

استخدمت المحركات المائية في القرن التاسع عشر على نطاق واسع في مدينة لندن، فقد كانت تعمل بالماء مرتفع الضغط الذي تقدمه شركة لندن للطاقة الهيدروليكية عبر شبكة ممتدة من الأنابيب. وحتى عندما بدأ استخدام المحركات الكهربائية عمليًا، استمر استخدام المحركات المائية لعدة أعوام نظرًا لأنها تتمتع بعدة ميزات: فقد كانت هادئة وموثوقة ويرخص تشغيلها وصغيرة الحجم وآمنة ويمكن الاعتماد عليها في العمل جيدًا في الظروف الرطبة أو عند فيضان الماء، فتلك الظروف لا تناسب الأجهزة الكهربائية، مثل تشغيل مضخات المياه في المناجم، فقد كانت قدرة تلك المحركات على الاستمرار في العمل حتى عندما تنغمر تمامًا بالماء تمثل ميزة كبيرة.
تضم التطبيقات الأخرى استخدام المحركات المائية في شركات السكك الحديدية، حيث كانت تستخدم في تشغيل الصينية الدوارة بالسكك الحديدية، الرافعات والمرفاع وما إلى ذلك، وتم تطويرها في مسرح البلاديوم بلندن ومسرح كوليسوم بلندن، وتشغيل آلات الأرغن الموسيقية.

## محركات عمود الماء
إن أكبر تصميم ممكن لمحرك الماء هو محرك عمود الماء أو آلة عمود الماء التي تعمل بصورة مباشرة (German: Wassersäulenmaschine). فلقد استخدمت تلك الأجهزة في أغراض الضخ في مختلف مناطق التنجيم منذ منتصف القرن الثامن عشر، فعلى سبيل المثال، كان أحدها يستخدمه جورج فريدريك دون ريخنباخ (Georg Friedrich von Reichenbach) عام 1810 في ضخ الأجاج من بيرشتسغادن إلى ريشينهال.
وبطريقة مشابهة لوظيفة المدك الهيدروليكي فإن الماء الذي يدخل يتم نقله عبر وسيط آخر. فالمكابس مختلفة الحجم في محرك عمود العمل تعمل على محور مفرد؛ فمحور التحكم فيها يشبه إلى حد ما المحرك البخاري. ولقد كانت محركات عمود الماء تستخدم في نقل الأجاج وضخه من مكان إلى آخر.

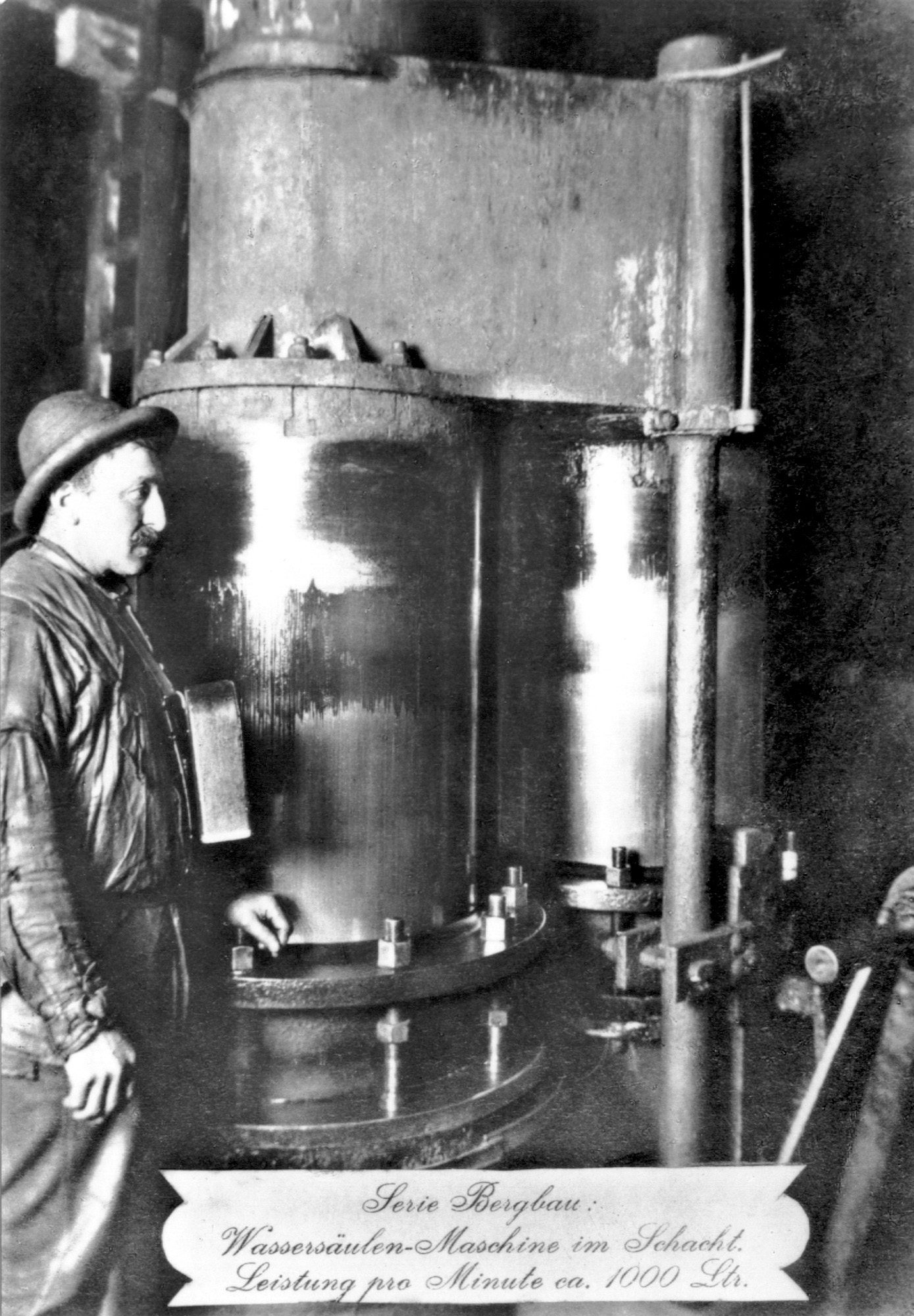
محرك عمود الماء لفريبرج (Freiberg) (1900)
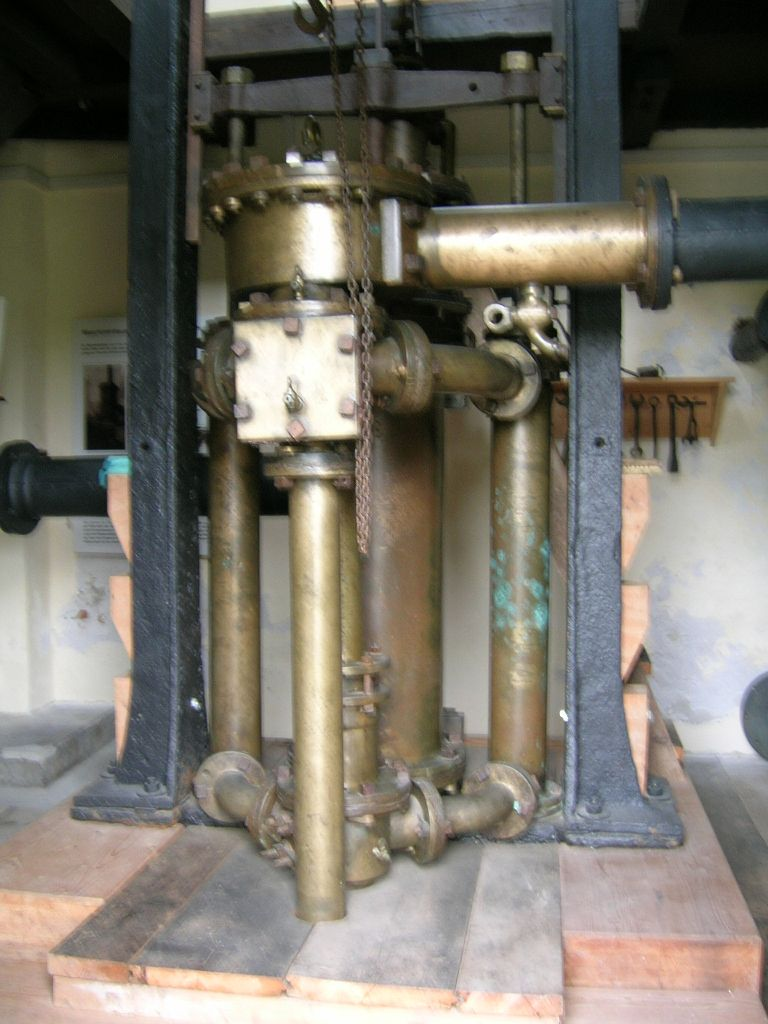
محرك عمود الماء لريخينباخ (Reichenbach) في متحف Klaushäusl

## المحركات المائية في غسالات الملابس
لقد استخدم أيضًا المحرك المائي استخدامًا ناجحًا في غسالات الملابس, مثلاً من عام 1914 من خلال شركة ميلوه (Miele). ولقد كانت تلك الغسالات، التي كانت تستخدم على نطاق واسع جدًا لا سيما في المناطق الريفية حتى الستينيات من القرن العشرين، تتكون من حوض خشبي مع خط متقاطع دوار مثبت على الغطاء. ويتم تدوير هذا «المقبض النجمي» بحركات منتظمة إلى الأمام والخلف باستخدام مكبسين متصلين بأنابيب المياه الرئيسية. وتم الغسيل من خلال الحركة المنتظمة للغسل في حوض الغسيل المملوء بالكلور و/أو الماء.
لم تكن كمية المياه الكبيرة المستخدمة أمرًا مهمًا نظرًا لوفرة المياه المستخدمة المتوفرة دائمًا والرخيصة جدًا. أضف إلى ذلك، أنه في المنازل الريفية المُدخرة كانت المياه المستخدمة في تشغيل الغسالة تستخدم غالبًا في أغراض أخرى أيضًا.
من أساسيات التشغيل الصحيح للمحرك المائي وجود الضغط الكافي في أنابيب المياه. حيث يكون ضغط الماء غالبًا غير كافٍ في أوقات ذروة استهلاك الماء (قبل أو بعد العمل). ويتعذر استخدام المحرك المائي في أوقات الشتاء القاسية حينما تتجمد أنابيب المياه. ومن أجل هذه الأسباب كان هناك جهاز في الغسالات يمكنها من الدوران باستخدام «القوة العضلية».
ومع اختراع الغسالات الحديثة اختفت أحواض الغسيل هذه مع المحركات المائية من الأسواق.

## وصلات خارجية
- Water engines نسخة محفوظة 30 يونيو 2017 على موقع واي باك مشين. (بالإنجليزية)
- Function of a water-column engine (java applet)

(بالألمانية)